# Takanari Murakami
Takanari Murakami (村上崇就?, Murakami Takanari; 7 giugno 1977) è un giocatore di football americano giapponese, che gioca come guardia.